# Милева, Леда
Леда Милева (болг. Леда Гео Милева; 1920 — 2013) — болгарская писательница и переводчица, общественный деятель.
Автор более 30 сборников стихов для детей, театральных и радио-пьес, переведённых на многие языки, включая русский. Также является автором статей по проблемам литературы, перевода и международного культурного сотрудничества; переводчица на болгарский язык американской, английской и африканской поэзии.

## Биография
Родилась 5 февраля 1920 года в Софии в семье болгарского поэта и публициста Гео Милева.
Среднее образование получила в 1938 году, окончив Американский колледж в Софии. Затем обучалась в Софийском университете.
После Второй мировой войны Милева была руководителем отдела детско-юношеских программ на «Радио Софии» (1944—1951). В 1951—1956 годах работала редактором в издательствах «Народна младеж» и «Български писател», в 1956—1960 годах — журнала «Дружинка». После этого продолжила работу на Болгарском телевидении, будучи с 1966 по 1970 годы его генеральным директором. С 1970 по 1972 годы была заместителем руководителя отдела Печати и культурного сотрудничества при Министерстве иностранных дел Болгарии, после чего до 1978 года была постоянным представителем Болгарии в ЮНЕСКО. Одновременно с 1960 по 1980 годы она была заместителем председателя и председателем болгарского ПЕН-клуба. С 1979 по 1989 годы Леда Милева — председатель Союза переводчиков в Болгарии, создатель журнала иностранной литературы «Панорама» и его главный редактор с 1980 до 1991 годы. 
Кроме творческой, занималась общественной деятельностью, была народным депутатом 8-го и 9-го Народного собрания и 7-го Великого народного собрания Болгарии.
Умерла 5 февраля 2013 года в Софии от рака.

## Награды
- 1959 год — Орден «Кирилл и Мефодий» I степени.
- 1970 год — Орден Народной Республики Болгария I степени.
- 2006 год — Орден «Стара планина» I степени.
- 2008 год — Национальная болгарская литературная награда «Константин Константинов».